# Françesk Radi
Françesk Radi (ur. 13 lutego 1950 w Tiranie, zm. 3 kwietnia 2017 tamże) – albański muzyk, piosenkarz i kompozytor.

## Życiorys
Był synem znanego pieśniarza Balto Radiego i Rozy z d. Prennushi. Ukończył liceum artystyczne Jordan Misja w Tiranie, a następnie studia muzyczne w Akademii Sztuk w Tiranie. Po raz pierwszy na scenie wystąpił w wieku 18 lat, śpiewając utwór Ecëm krah për krah Envera Shengjergjego. W okresie studiów występował w orkiestrze Big Band Gaspëra Çurçi. Od piątego roku życia grał na gitarze, w późniejszym okresie grał także na kontrabasie, mandolinie, pianinie, jak również na instrumentach ludowych (çiftelia, sharkia). Po studiach występował w orkiestrze Cyrku Narodowego, a następnie w Estradzie Tirany, gdzie grał na gitarze basowej. 
Od lat 70. kompozycje Radiego wykonywali piosenkarze uczestniczący w albańskich festiwalach piosenki. Sławę przyniosły mu dwa utwory, skomponowane we wczesnej fazie jego twórczości: Adresa i Biçikleta. W 1972 wystąpił na XI Festiwalu Piosenki, wykonując protest-song Kur dëgjojmë zëra nga bota poświęcony wojnie w Wietnamie, do słów Sadika Bejko. Władze partyjne uznały jego twórczość za dekadencką, a on sam w ramach represji wobec środowisk twórczych został zesłany na reedukację do Fushë-Arrëz, gdzie pracował fizycznie w gospodarstwie rolnym. Na wygnaniu nie przestał grać i komponować utworów muzycznych. Dzięki Radiemu w Fushë-Arrëz powstał zespół muzyczny, a nawet zorganizowano festiwal muzyczny. W latach 90. powrócił do Tirany, gdzie nawiązał współpracę z Radiem Tirana i działającym w stolicy Teatrem Varietes.
Był żonaty (żona Tefta była dziennikarką), miał dwoje dzieci – Anjezę i Baltiona. Był wujkiem piosenkarki Rozany Radi. Zmarł z powodu udaru mózgu w szpitalu w Tiranie.

## Pamięć
W kwietniu 2018, w parku znajdującym się przy sztucznym jeziorze w Tiranie burmistrz Tirany Erion Veliaj odsłonił pomnik artysty, dłuta Ardiana Pepy. Pomnik Radiego z gitarą stanął w miejscu, w którym w czasach młodości śpiewał przyjaciołom swoje utwory. W tym samym roku powstał film dokumentalny przedstawiający życie artysty Jetë e trazuar. W 2019 nakładem wydawnictwa EMAL ukazały się wspomnienia Tefty Radi o jej mężu – Francesk Radi: Jete ne kitare.